# Прямые затраты
Прямые затраты (прямые издержки; англ. direct costs) — затраты, которые могут быть точно и единственным способом отнесены к конкретной целевой затрате.

## Определение
Согласно английскому профессору Колину Друри прямые издержки — это затраты, которые могут быть точно и единственным способом отнесены к конкретной целевой затрате.
Согласно БРЭ прямые затраты — это затраты, относящиеся к себестоимости одного, конкретного вида продукции, объекта.